# Albert von Klaß
Heinrich Albert von Klaß (* 16. Juli 1801 in Döbra; † 10. April 1873 in Berlin) war ein preußischer Generalmajor und Kommandeur der 30. Infanterie-Brigade.

## Leben

### Herkunft
Albert war ein Sohn von Johann Heinrich von Klaß (1740–1815) und dessen Ehefrau Eva Katharina, geborene von Ludwig (1762–1830). Sein Vater war Geheimer Rat und Direktor der Oberrechnungskammer sowie Herr auf Albertshagen, Eichow und Fuchsheim. Sein Bruder Wilhelm war preußischer Generalleutnant.

### Militärkarriere
Klaß besuchte das Kadettenhaus in Dresden und trat am 1. Juli 1817 als Füsilier in das 1. Garde-Regiment zu Fuß der Preußischen Armee ein. Unter Beförderung zum Sekondeleutnant wurde er am 26. Dezember 1820 in das 15. Infanterie-Regiment versetzt und avancierte bis Ende Juli 1842 zum Kapitän und Kompaniechef. Am 31. März 1846 folgte mit Patent vom 15. Juni 1842 seine Versetzung in das 18. Infanterie-Regiment. Am 8. Juli 1848 zum Major befördert, wurde er am 3. Februar 1849 Kommandeur des 1. kombinierten Reserve Bataillons. Klaß nahm im selben Jahr am Krieg gegen Dänemark teil und wurde dafür mit dem Roten Adlerorden IV. Klasse mit Schwertern ausgezeichnet. Am 22. November 1849 kam er als Kommandeur des Füsilier-Bataillons in das 18. Infanterie-Regiment zurück und wurde am 22. März 1853 Oberstleutnant. Am 7. Mai 1857 wurde Klaß zum Kommandeur des 17. Infanterie-Regiment ernannt und in dieser Stellung am 15. Oktober 1857 zum Oberst befördert. Unter Beförderung zum Generalmajor folgte am 1. Juni 1860 seine Ernennung zum Kommandeur der 30. Infanterie-Brigade in Köln. Am 20. September 1862 erhielt er den Roten Adlerorden II. Klasse mit Schwertern am Ringe. Am 3. Januar 1862 wurde Klaß mit Pension zur Disposition gestellt und starb im Alter von 71 Jahren am 10. April 1873 in Berlin.

### Familie
Klaß heiratete am 11. April 1831 in Dresden Pauline Uhlig (1811–1873). Das Paar hatte zwei Kinder:
- Dorothea Luise Ida (1832–1904) ⚭ 1859 Viktor Anton von Beust (1819–1894), Oberst[1]
- Karoline Auguste Klara (1834–1875)